# Moteur carré
Pour un article plus général, voir Architecture des moteurs à pistons.

Un moteur carré, est un moteur à explosion dont la course (le déplacement du piston) et l'alésage (le diamètre du piston) sont identiques.
Le rapport entre l'alésage et la course est un paramètre important du comportement du moteur, et il y a trois catégories : 
- Les moteurs carrés, c'est-à-dire ceux dont l'alésage et la course sont identiques.
- Les moteurs longue course, c'est-à-dire ceux pour lesquels la course est supérieure à l'alésage.
- Les moteurs à course courte, appelés également super carrés ou hyper carrés, ont un alésage supérieur à la course.

## Incidence sur le caractère moteur
Les moteurs carrés représentent un compromis entre les deux autres familles, se situant à mi-chemin du spectre de ce qui est possible de réaliser. Ainsi, le moteur carré récupère de manière modérée les avantages des moteurs à course longue et à course courte.

## Exemples de véhicules équipés
- 1990 Maserati Shamal, équipée d'un moteur V8 bi-turbo de 3.2L (3,217 cc), référence AM479, avec un alésage et une course de 80 mm (3.1 in).
- 1993 Toyota Supra, équipée du célèbre 2JZ, avec une course et un alésage de 86 mm (3.39 in).
- 1973 Kawasaki Z1, avec une course et un alésage de 66 mm (2.60 in), pour une cylindrée de 903cc[1].